# Ню Джак Сити
„Ню Джак Сити“ (на английски: New Jack City) е американски криминален трилър от 1991 г., базиран на оригиналната история и е написан от Томас Лий Райт и Бари Майкъл Купър, и е режисиран от Марио Ван Пебълс в режисьорския му дебют, който също участва във филма. Във филма участват Уесли Снайпс, Айс-Ти, Алън Пейн, Крис Рок, Марио Ван Пебълс, Джъд Нелсън и Бил Кобс. Премиерата на филма е на 8 март 1991 г.